# Blepephaeus similis
Blepephaeus similis là một loài bọ cánh cứng trong họ Cerambycidae.